# Ден Маккаферті
Ден Маккаферті (англ. Dan McCafferty, повне ім'я Вільям Деніел Маккаферті (англ. William Daniel McCafferty); 14 жовтня 1946, Данфермлін, Файф — 8 листопада 2022) — шотландський рок-вокаліст і автор пісень. Відомий як засновник та лідер рок-групи Nazareth.

## Біографія
Вже у юному віці грав на волинці. У 1965 році Маккаферті, який навчався в цей час на інженера, приєднався до кавер-групи The Shadettes (заснованої Пітом Егнью в 1961 році), зайнявши місце вокаліста Деса Холдейна, що залишив групу. До 1970 року група перетворилася на квартет, що включав також гітариста Мені Чарлтона і барабанщика Дерела Суїта, і до кінця цього року змінила назву на Nazareth. До цього часу Маккаферті, як і всі учасники гурту, вже мав власну сім'ю (і двох синів), а влітку 1971 кинув основну роботу, ставши професійним музикантом.
У 1975 році на хвилі популярності Nazareth в США Маккаферті записує сольний альбом, який отримав назву «Dan McCafferty». Продюсером альбому був Роджер Гловер — бас гітарист гурту «Deep Purple». У 1987 році вийшов його другий сольний альбом « Into the Ring».
Наприкінці 1970-х — на початку 1980-х роках він тимчасово жив на острові Мен та Ірландії як «податковий біженець» від податків, встановлених лейбористським урядом, звідки посилав гроші своїй сім'ї в Данфермлін.
У серпні 2013 року Ден Маккаферті залишив «Nazareth» за станом здоров'я (емфізема легень), але все ж таки зміг записати разом з групою альбом «Rock 'n' Roll Telephone». Як заявив він сам із цього приводу: «Піти в студію і заспівати — це не те саме, що давати концерти. Я завжди можу записати ще один альбом, але щоразу виходити на сцену, проводити там по 1 годині 45 хвилин і брати з людей гроші за те, що вони прийшли на мене подивитися, цього я не можу».

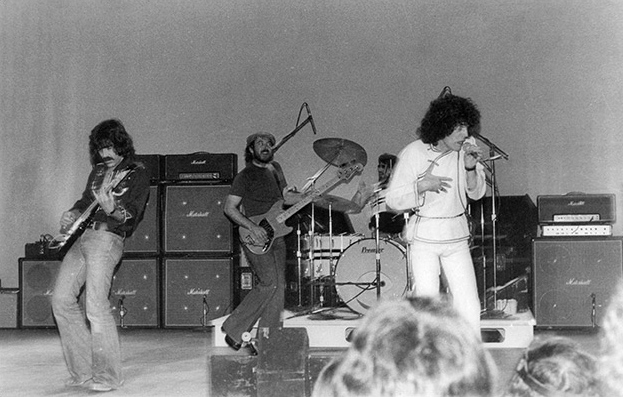
Nazareth (1976 рік)

21 червня 2019 року Маккафферті випустив нове музичне відео під назвою «Tell Me». 18 жовтня 2019 випустив третій сольний альбом Last Testament.

## Особисте життя
Маккафферті був одружений і мав двох дітей. Помер 8 листопада 2022 на 77-му році життя.

## Дискографія[11]

### Сольна
- Dan McCafferty (1975)
- Into the Ring (1987)
- Last Testament (2019)

### Сингли
- «Out of Time» (1975) # 41 UK
- «Watcha Gonna Do About It» (1975)
- «Stay With Me Baby» (1978)
- «The Honky Tonk Downstairs» (1978)
- «Starry Eyes» (1987)